# Грей, Джеффри
Джеффри Гай Грей (англ. Jeffrey Guy Grey, 19 марта 1959 — 26 июля 2016) — австралийский военный историк. Первый не американец, который стал президентом американского Общества военной истории. Наиболее известен как автор неоднократно переизданного труда A Military History of Australia, описывающего военную историю Австралии с её основания по 1990 год. Считается одним из наиболее крупных, продуктивных и авторитетных военных историков Австралии.

## Биография
Джеффри Гай Грей родился 19 марта 1959 года в семье военных — его отец, Рональд Грей был генерал-майором австралийской армии, в то время как два его дяди были бригадирами. Получив образование и воспитание в Канберре как сын полка, он часто переезжал вместе с отцом, хотя большую часть жизни всё же прожил в столице. Закончив школьное обучение, Джеффри поступил в Австралийский национальный университет, который окончил в 1983 году. Затем он обучался на факультете исследования военного дела Королевского военного колледжа в Дантроне, пригороде Канберры. По завершении обучения он устроился преподавателем военной истории Австралии. Здесь историк защитил PhD-диссертацию под руководством Питера Денниса на тему «Силы Британского Содружества в Корейской войне: исследование отношений внутри военного альянса» (англ. British Commonwealth forces in the Korean War: a study of a military alliance relationship).
После защиты диссертации Грей начал работу в историческом отделе Министерства иностранных дел Австралии, но в 1988 году вернулся в Университет Нового Южного Уэльса, где сначала получил должность лектора, а в 2003 году — профессора военной истории в Академии сил обороны Австралии. За годы своей работы он обучил тысячи курсантов и мичманов, а также руководил работой многочисленных аспирантов. Первоначальные исследования Джеффри касались темы Войны во Вьетнаме и Индонезийско-малайзийской конфронтации. Вместе с Питером Деннисом он стал автором книги «Чрезвычайная ситуация и противостояние» (англ. Emergency and Confrontation (1996) об Индонезийско-малайзийской конфронтации, которая вышла как 5 том «Официальной истории участия Австралии в конфликтах в Юго-Восточной Азии 1948—1975 годов». Он также единолично написал седьмой том этой серии, «На вершине» (англ. Up Top) (1998), в котором подробно описал роль Королевского Австралийского флота в Войне в Малайе, Индонезийско-малайзийской конфронтации и войне во Вьетнаме. Но наибольшую известность ему принесла «Военная история Австралии» (первое издание которой вышло в 1990 году), широко используемого однотомного учебника австралийской военной истории.
Вместе со своими коллегами из Академии Грей написал и отредактировал «Оксфордский справочник по военной истории Австралии» (англ. Oxford Companion to Australian Military History). Он также написал том об австралийской армии для Оксфордского сборника «Столетняя история обороны Австралии» (2006) и том о войне с Османской империей (2015) для проекта «Сто лет истории Австралии в Великой войне», движущей силой которого он был. В сотрудничестве с Питером Деннисом и Роджером Ли из Отдела истории Сил обороны Австралии Грей руководил ежегодной конференцией по истории армии, для которой ему удалось привлечь в качестве докладчиков выдающихся историков со всего мира. Для австралийского военного историка Джеффри был необычайно хорошо известен за пределами Австралии. С 2000 по 2002 год он был профессором на кафедре военной теории имени генерал-майора Мэтью Хорнера в Университете морской пехоты США в Куантико, штат Виргиния, а в 2015 году он стал первым неамериканцем, получившим пост президента Общества военной истории.
Грей скоропостижно скончался 26 июля 2016 года. В мемориальной часовне АНЗАК в Дантруне состоялась поминальная служба, которую провёл Том Фрейм, бывший англиканский епископ Сил обороны Австралии. Его пережили отец Рон, сестры Пенни и Джина, его первая жена Джина, их дочь Виктория и сын Дункан, его вторая жена Эмма и их сын Себастьян, а также его приемные дочери Ханна и Софи. Октябрьский выпуск «Журнала военной истории» за 2017 год был посвящен памяти Грея, в нем было опубликовано несколько статей, написанных им или о нём.